# Mont Naeba
Le mont Naeba (苗場) est une montagne du Japon culminant à 2 145 m d'altitude à la limite entre les  préfectures de Nagano et Niigata au centre du Honshū.
Situé entièrement dans le parc national de Jōshin'etsukōgen, à environ 190 km au nord de Tokyo, le mont Naeba est une importante station de ski qui accueille régulièrement des compétitions internationales de ski alpin, telles que la coupe du monde.